# Asveja
Il lago Asveja, anche noto come lago Dubingiai per l'omonima città che si affaccia su di esso è uno specchio d'acqua situato tra la contea di Utena e la contea di Vilnius nell'est della Lituania: più precisamente, è compreso nel Comune distrettuale di Molėtai, nel Comune distrettuale di Švenčionys e nel Comune distrettuale di Vilnius. Altri centri abitati vicini sono Giedraičiai (8 km di distanza) e Pabradė (7,5 km).

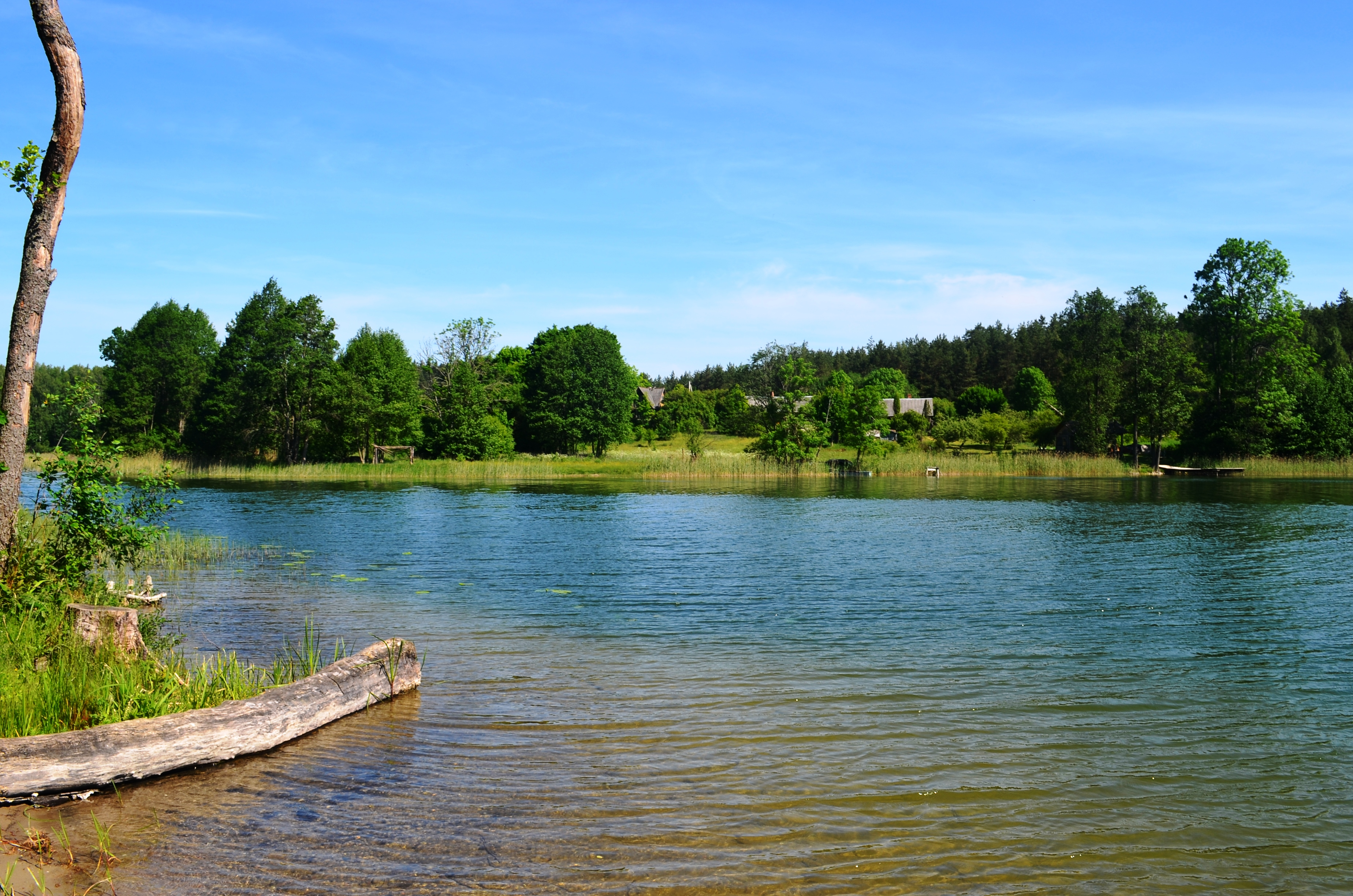
Asveja presso Alka

L'areale del lago Asveja costituisce un autonomo parco regionale (Asvejos regioninis parkas) con tanto di logo ufficiale.

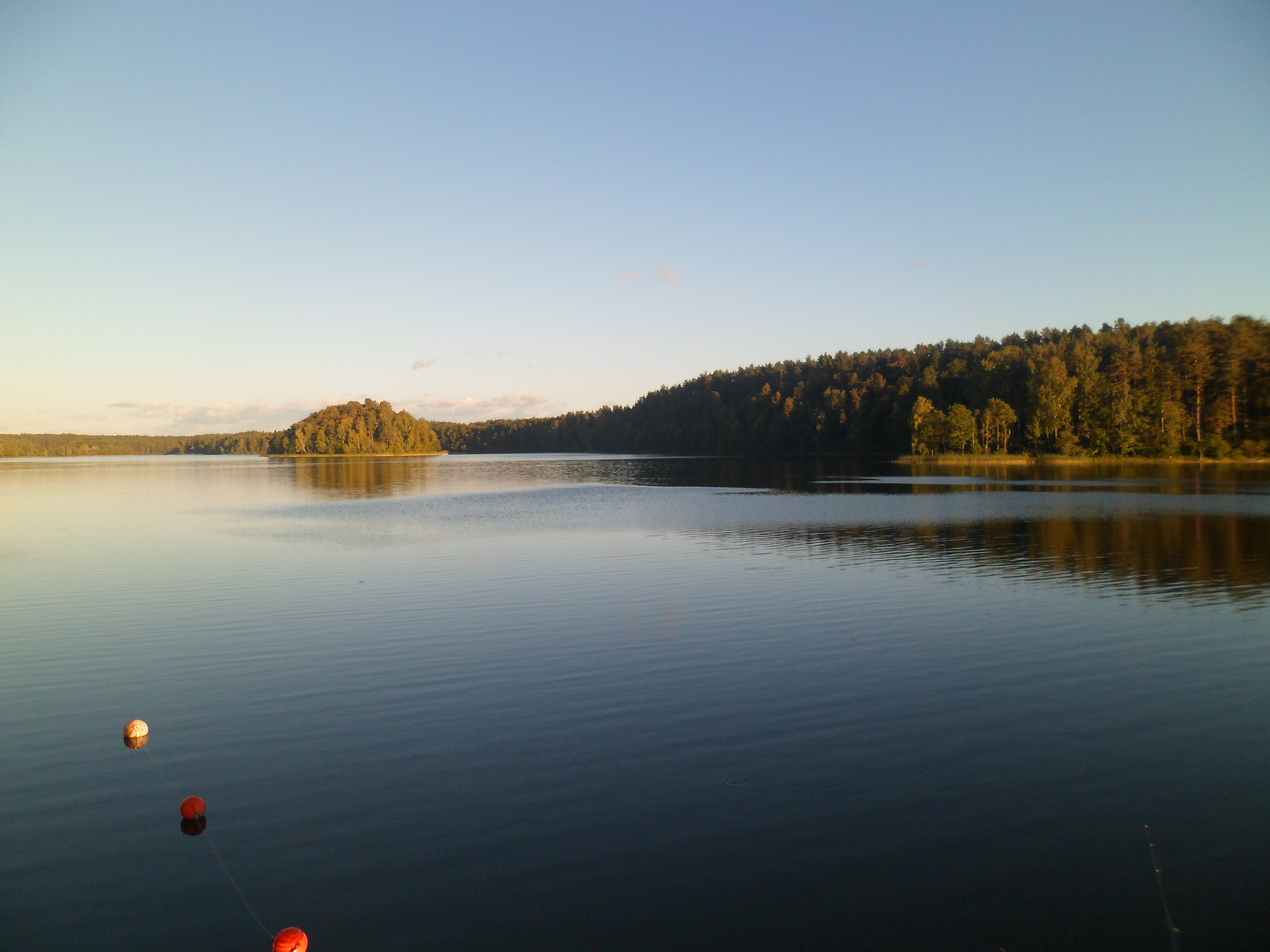
Vista della costa settentrionale

## Descrizione
Alcuni ricercatori pensano che l'Asveja sia nato dalla formazione di due laghi precedenti: per questo i locali chiamato la parte occidentale Dubingiai e quella orientale Biliškės. I laghi sono collegati da uno stretto, il torrente Stirna, lungo 200 metri e largo 10, circondato da vegetazione.

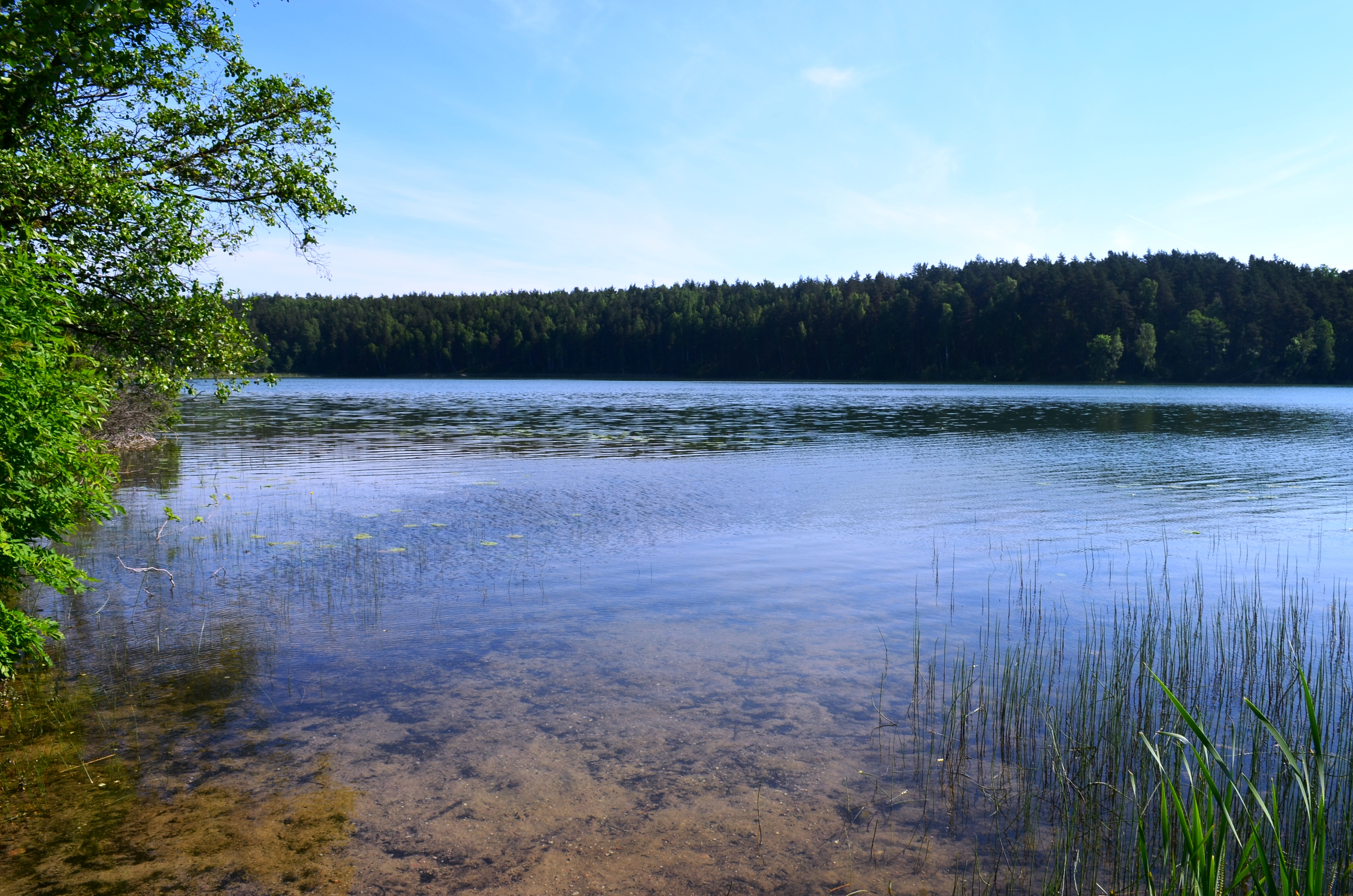
Asveja presso Jonenai

È il lago più lungo della Lituania: da nord-ovest a sud-est vi è una distanza pari a 22,1 km. Il poligono che si forma tracciando una linea tra tutti e quattro i lati misura 30,5 km. Si trova 138 m s.l.m., con una superficie di 1020,4 ettari. La larghezza massima è di 880 m. La profondità massima è 50,2 m, cosa che lo rende il terzo lago per profondità della Lituania: quella media è di 14,7 m.
La parte sud-orientale del lago è percorsa da un torrente stretto. Si suole identificare tre baie principali:
- Vyriogala (nord-est): lunghezza 2,4 km, larghezza massima 0,5 km e profondità massima 17,7 m;
- Dubingiai (nord-ovest): lunghezza 0,95 km, larghezza massima 0,12 km e profondità massima 23,5 m.
- Žalktynė (sud-ovest): lunghezza 4,96 km, larghezza massima 0,42 km e profondità massima 36,5 m;

La costa è tortuosa e si sviluppa per 74,72 km con una lunghezza, in linea d'aria, di 71,72 km. Le rive sono alte, sabbiose e perlopiù circondate da foreste di conifere. Ci sono 10 isole, alcune delle quali senza nome. Il bacino è di 230,1 km² e vede la presenza di vari immissari che confluiscono nello specchio d'acqua.
Asveja è un lago di origine glaciale. Sono vari gli insediamenti lacustri, oltre ai due sopraccitati: Laumikoniai, Šiupieniškiai, Merionys II, Jurkiškis, Bartkuškiai, Gramiškiai, Gurakalnė, Grinkliškiai, Giraičiai, Žalktynė, Miežoniai, Ciūniškiai, Alka, Jonėnai, Velianka, Jokūbiškės, Šakimas, Blužnėnai, Bekepuriai, Abejučiai, Tarakonys, Bieliškės, Kregžlė e Žingiai. Ci sono 8 agriturismi per il turismo rurale e per provare la cucina locale: vi è anche la possibilità di effettuare campeggi. Dal maniero di Dubingiai parte un sentiero che conduce al lago: è stato anche costruito un ponte di legno sul corso del lago: le acque sono generalmente limpide.

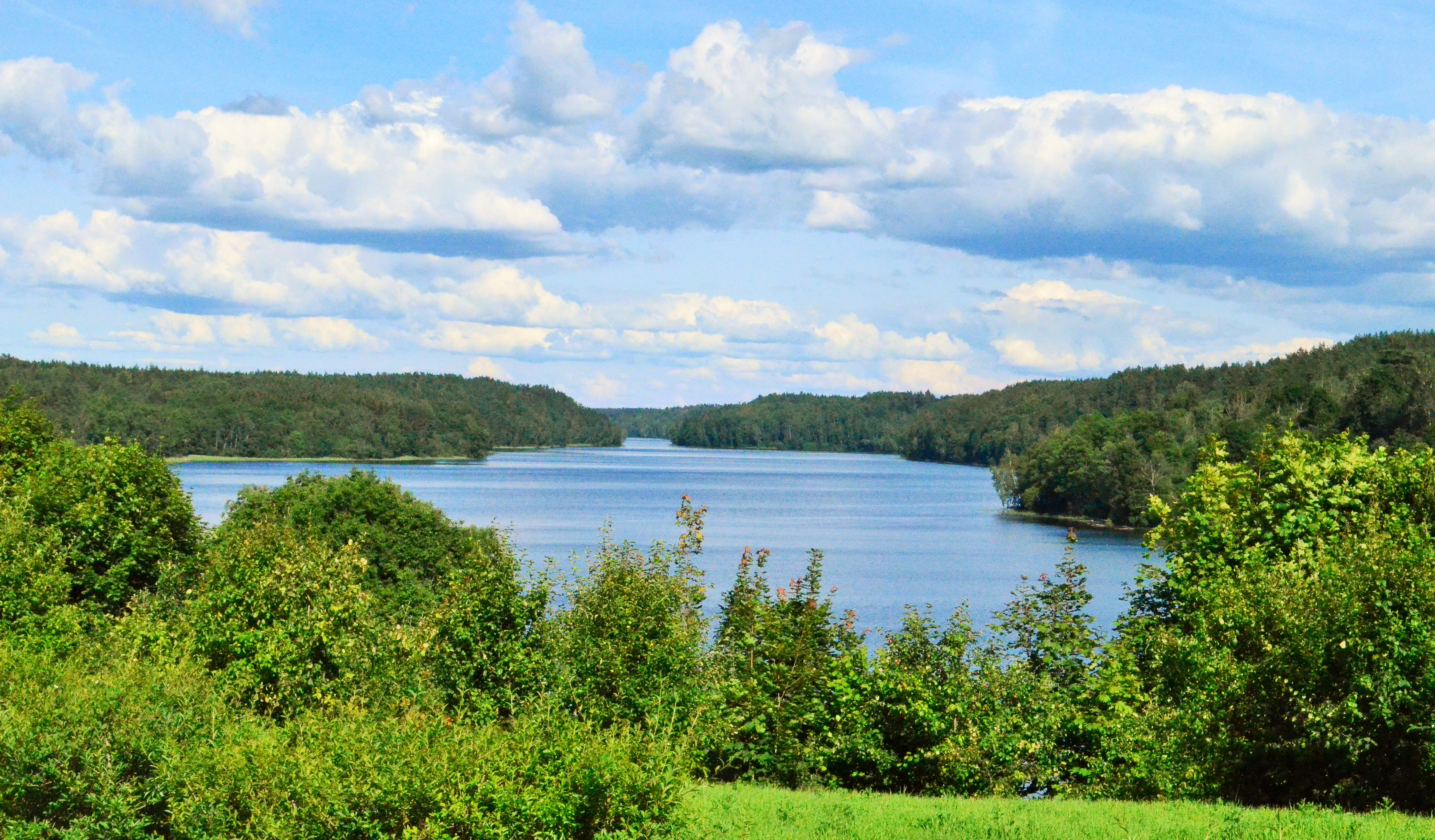
Asveja presso Žalktynė

Circa una quindicina di specie di pesci popolano il lago: persici reali, alburni, carassi, lucci, gardon, abramidi comuni, tinche, idi, acerine, coregoni bianchi, scardole, cavedani, sperlani, bottatrici e anguille europee..

## Galleria d'immagini

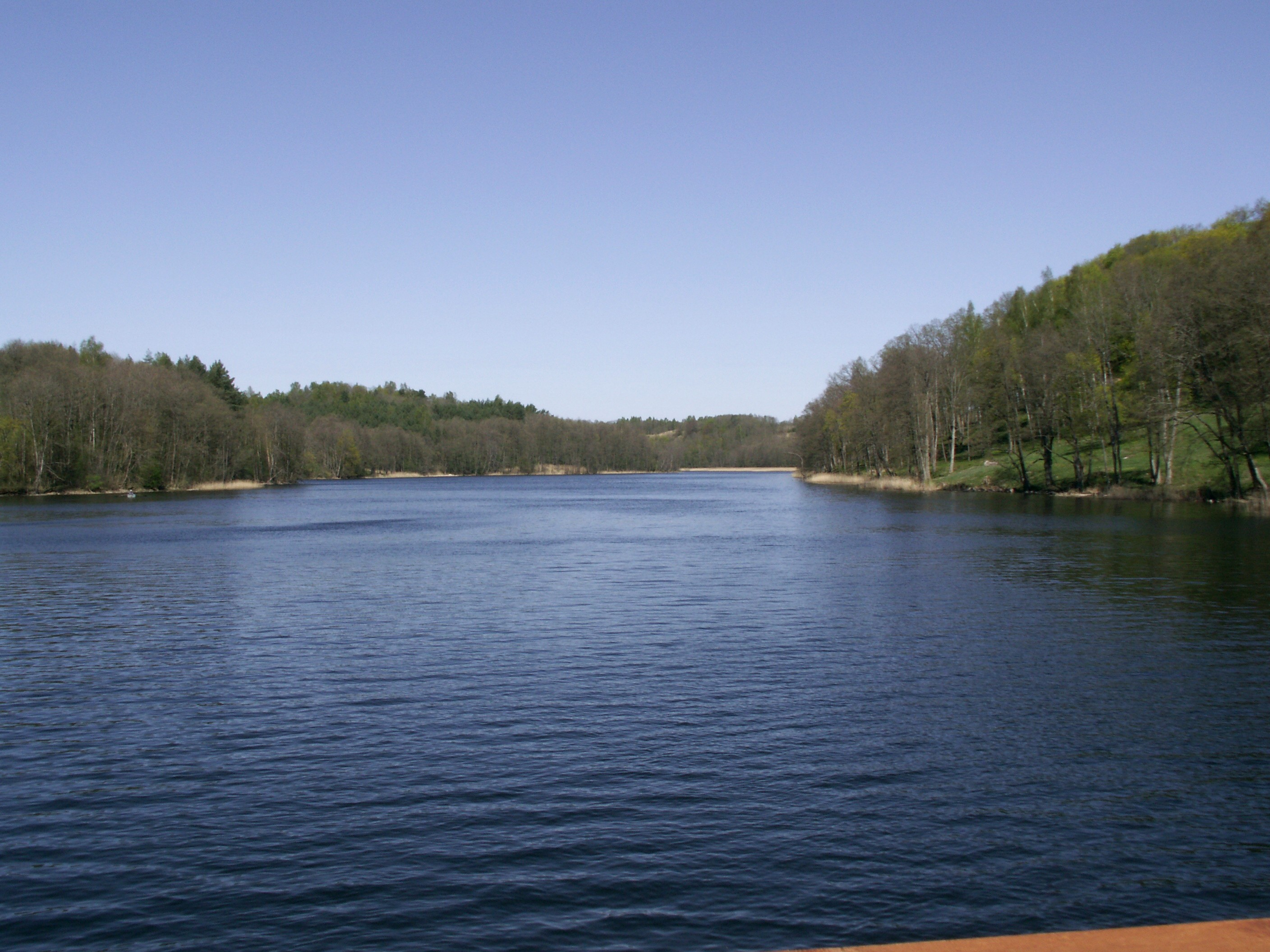
Foto scattata dal ponte di Dubingiai sul lago
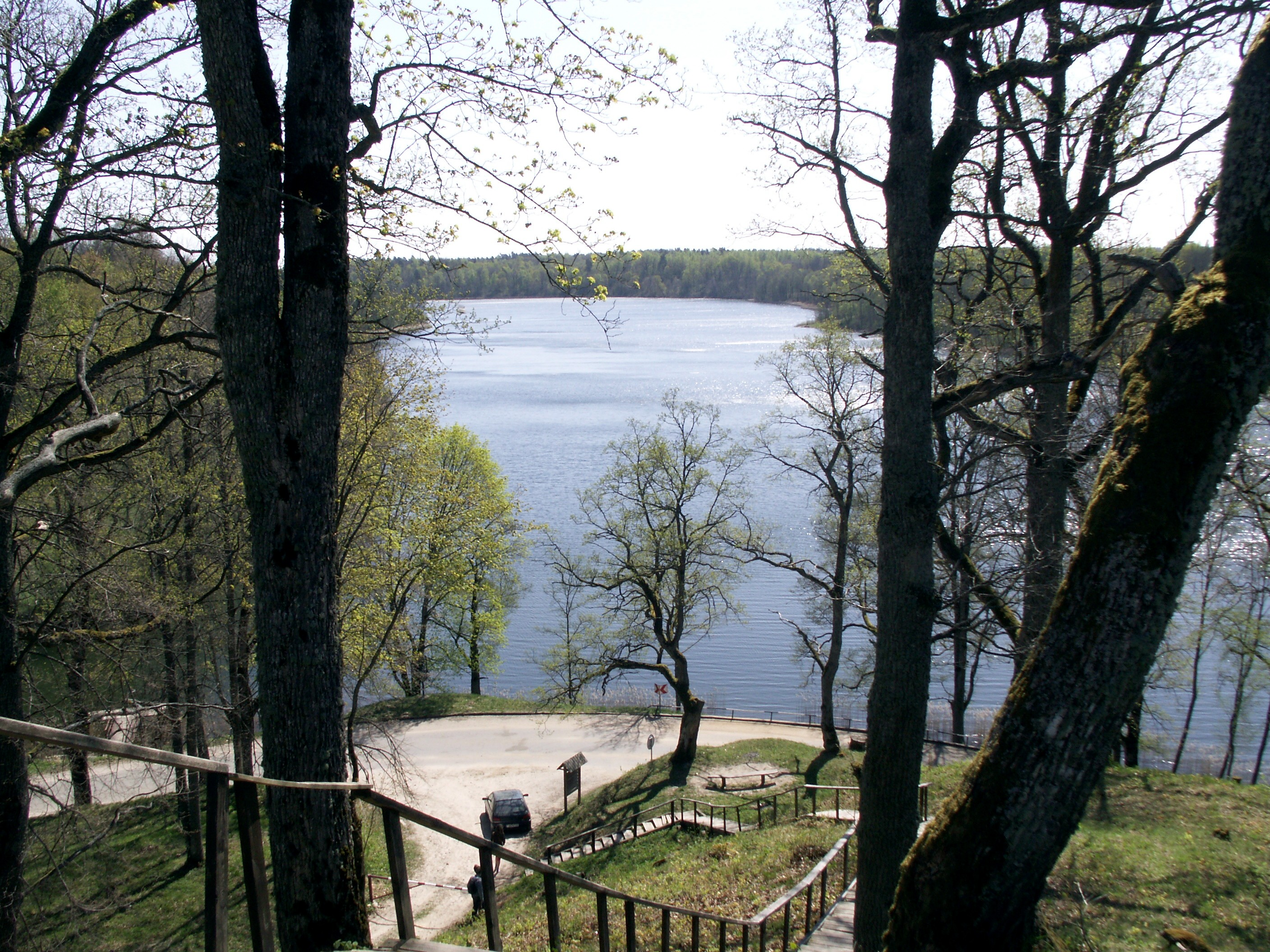
Asveja presso Dubingiai
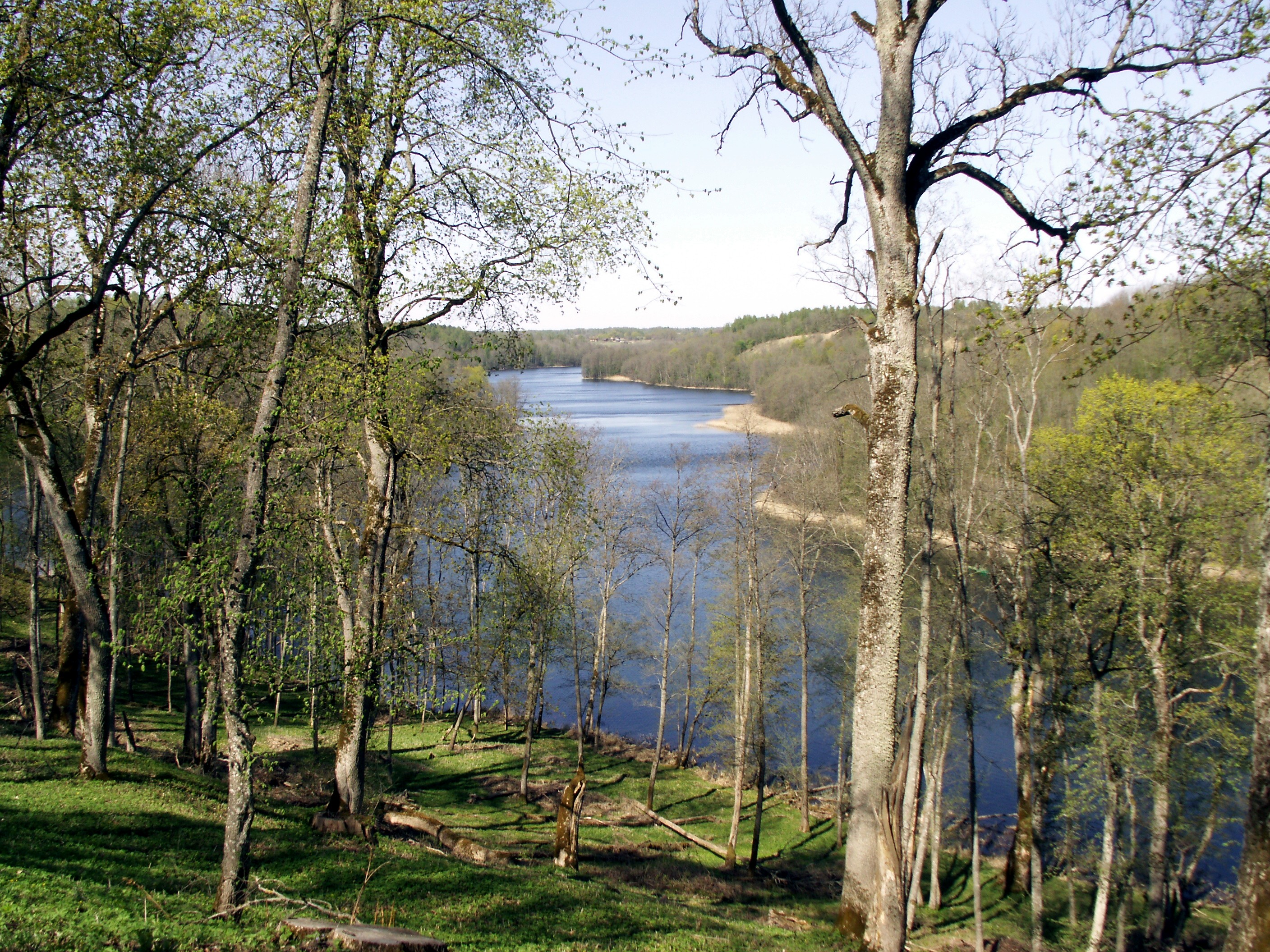
Asveja presso Dubingiai
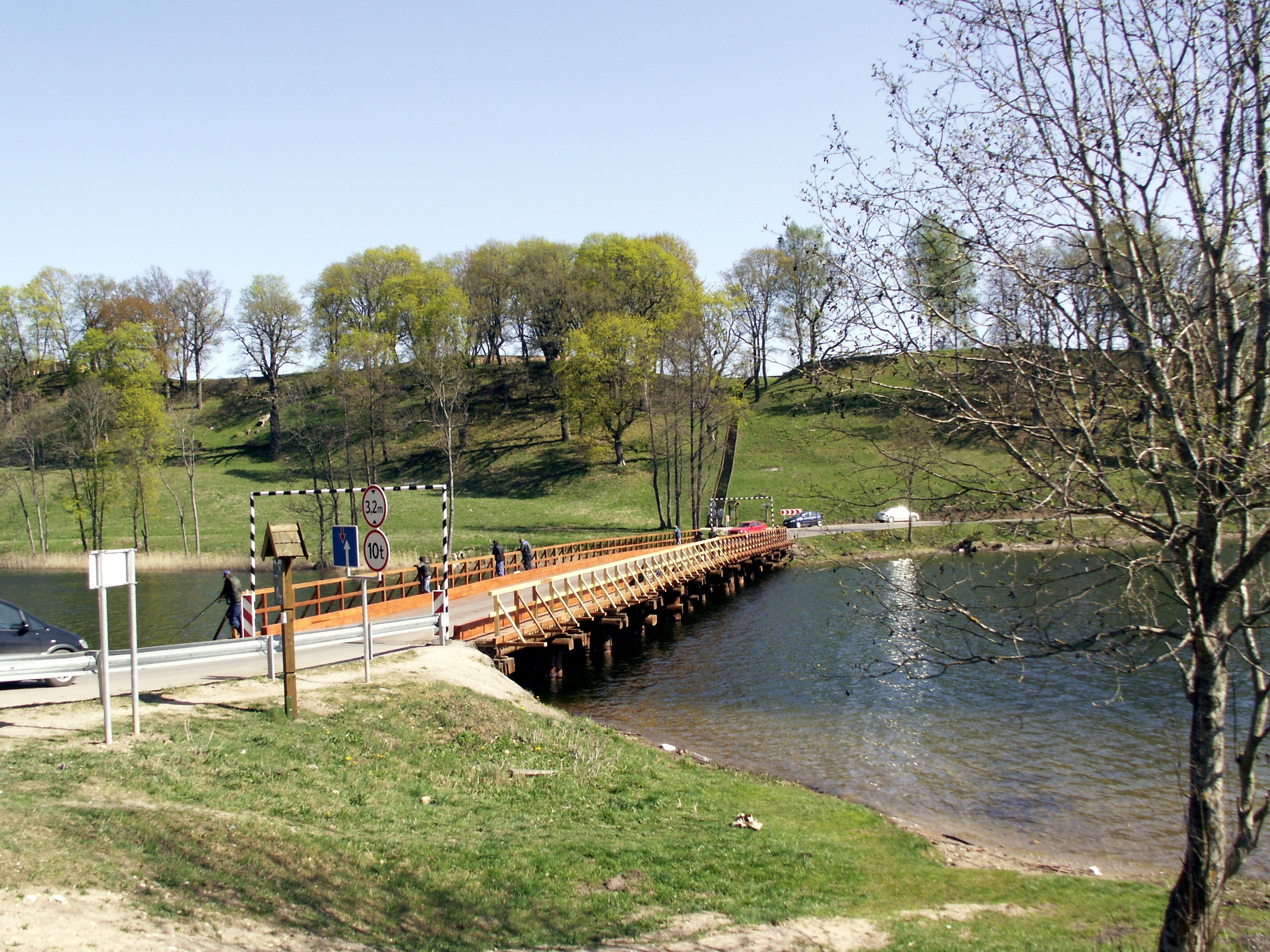
Ponte sul lago Asveja presso Dubingiai
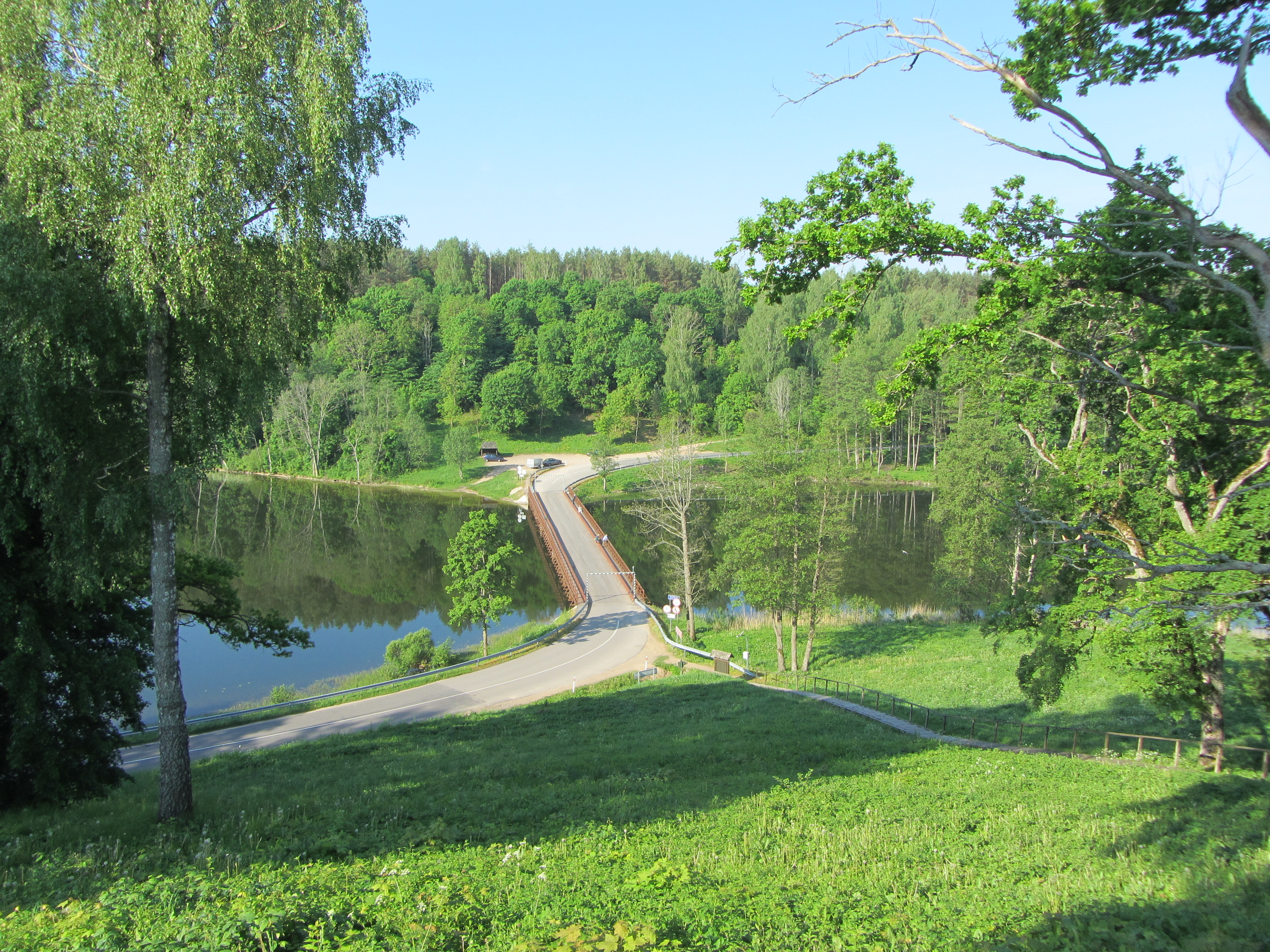
Vista da lontano del ponte